# Château de Malberg

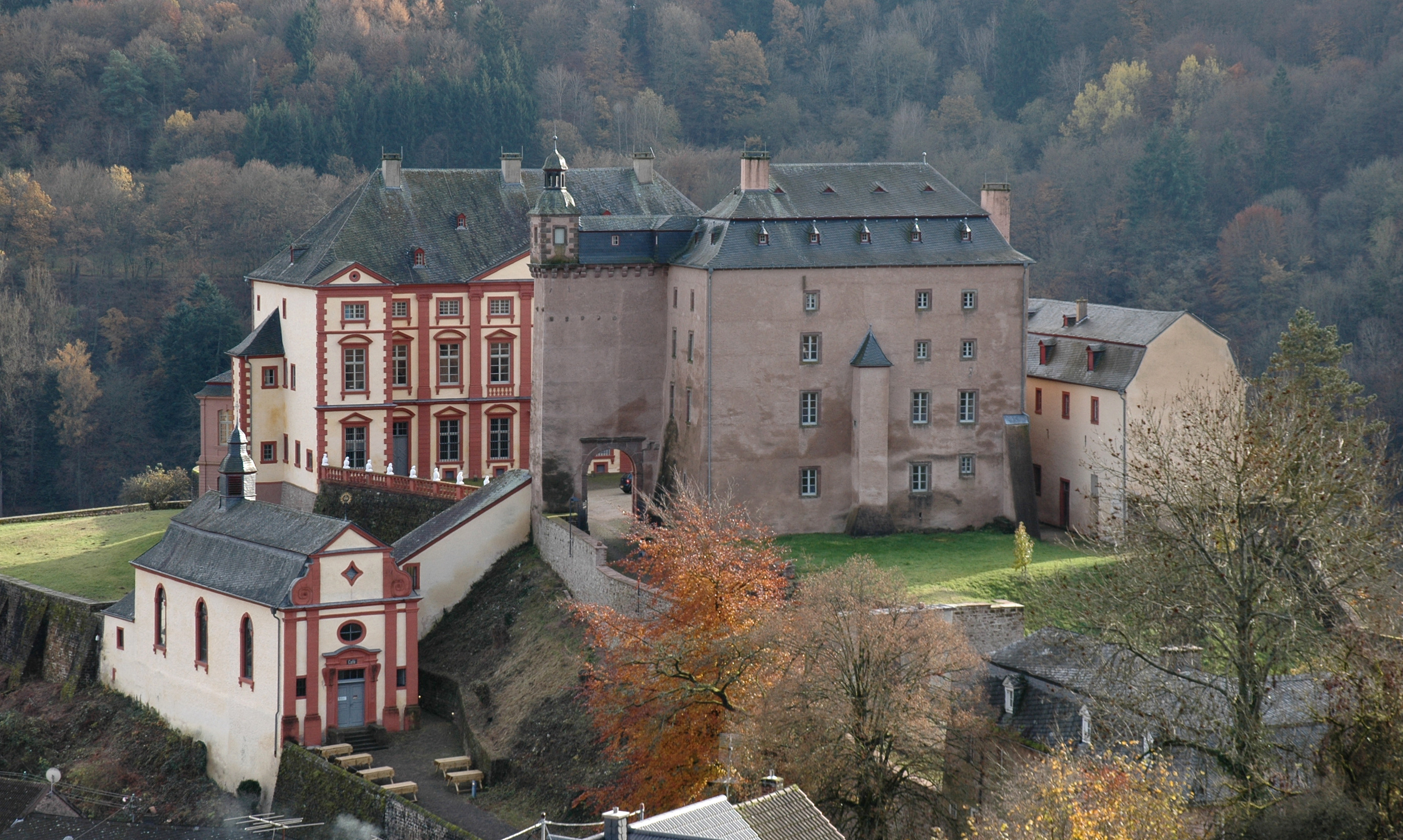
Panorama du site vu du nord (2012)

Le château de Malberg est un château baroque occupant le sommet du Malberg dans l'arrondissement d'Eifel-Bitburg-Prüm en Rhénanie-Palatinat. Il surplombe un bourg à la pointe d'une gorge de la grande boucle de la Kyll de la forêt de l'Eifel. Cet édifice remarquable témoigne de l'écho qu'a eu Palladio, l'illustre architecte de la Villa Valmarana, en Rhénanie,.
Le château doit son aspect actuel à l'évêque et vicaire général de Cologne Johann Werner von Veyder, qui réhabilita l'édifice au début du XVIIIe siècle dans le style Renaissance et l'entoura de diverses dépendances de style baroque. Par mariage de son héritière Ernestine von Veyder, le château échut aux bourgeois. En 1989, la communauté de communes de Kyllburg était propriétaire du site : avec l'Association du château de Malberg e.V. (créée en 1996), elle engage la réparation du château depuis 1990 grâce à des subventions de plusieurs millions d'euros. Le château est désormais propriété de la Communauté urbaine de Bitburg, dont la communauté de communes de Kyllburg est devenue membre à la mi-2014.

## Histoire

### Les débuts

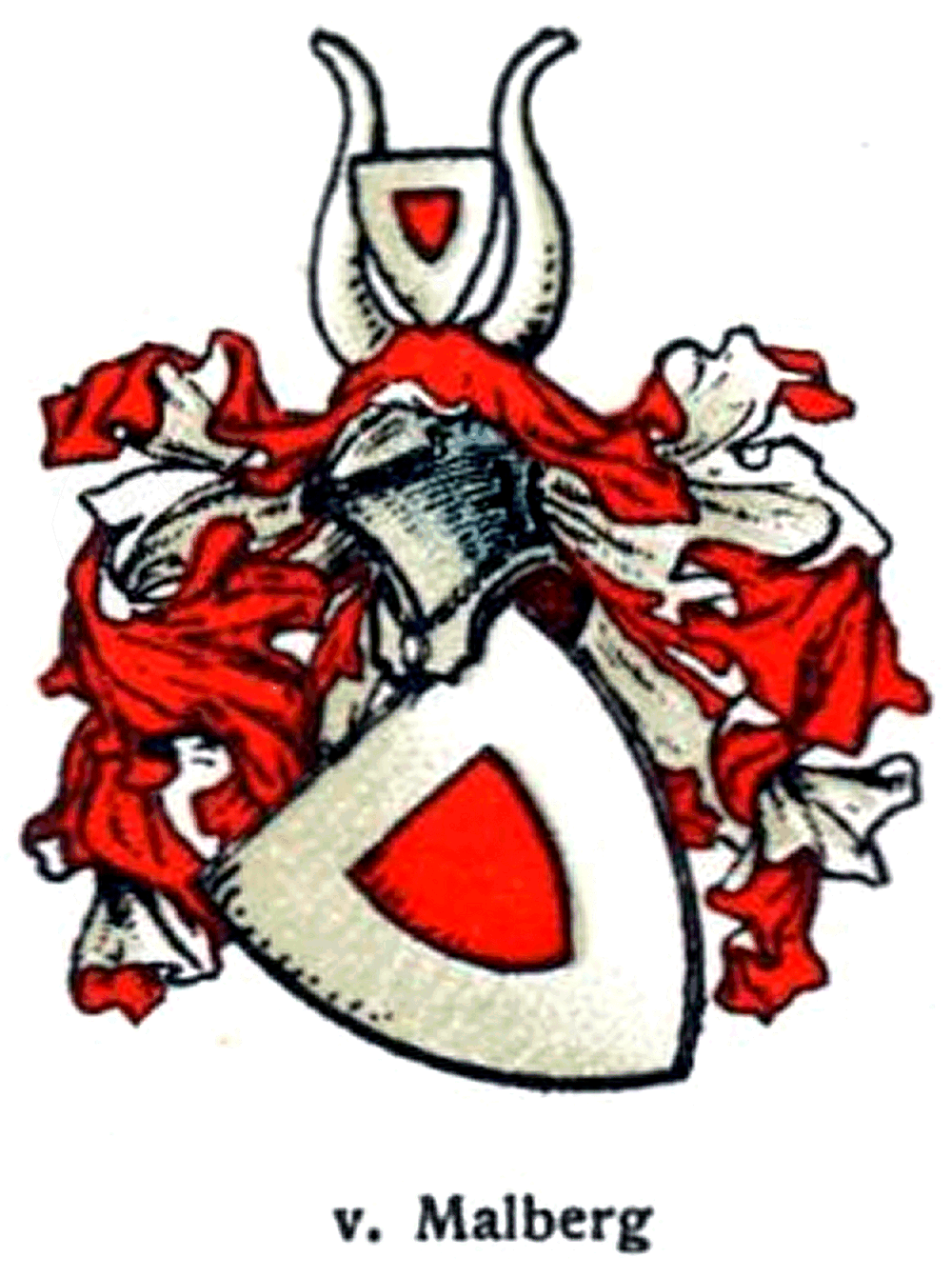
Armoiries des seigneurs de Malberg

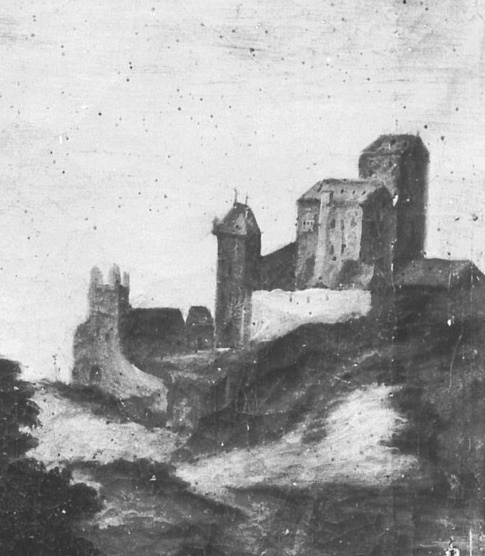
L'Oberburg et l'Unterburg, détail d'un tableau de 1635

Les origines de la seigneurie et du château de Malberg se perdent dans les brumes de l'histoire. Du point de vue étymologique, le mot Vieux haut allemand mahal désigne une institution et une juridiction germanique occupant le haut d'une colline. Les seigneurs de Malberg sont désignés comme Ravengar („vir nobilis Ravengar“) dans un diplôme de 1008 : c'est une riche famille originaire des confins de l'Eifel et du Hunsrück, détenant deux châteaux distincts (appelés Oberburg et Unterburg) dans le no-man's-land séparant l'Électorat de Trèves du comté de Luxembourg. Les barons de Malberg étaient en conflit avec l'Empereur, ce qui poussa Frédéric de Hohenstaufen à décréter en 1204 de raser le castrum de Malberg, avec interdiction de le reconstruire. L'ordre ne fut apparemment jamais exécuté, puisqu'en 1224 le testament de Théoderic et d’Agnès de Malberg lègue cette forteresse et sa chapelle à Valeran de Limbourg, lequel le revend à l'archevêque de Trèves Théodoric II de Wied. Puis en 1238, l'archevêque, après moyennant le libre accès de ses armées au château, restitue les terres de ce fief  située sur l’Électorat de Trèves.
Par mariage, l'Oberburg de Malberg échoit en 1273 à la famille de Reifferscheid. En 1280, les seigneurs de Fénétrange, ruinés, vendent l'Unterburg à leur parent, l'archevêque Henri II de Fénétrange. Deux ans plus tard, un baron de Malberg devient sénéchal de Luxembourg, sans doute en raison d'un lien de suzeraineté, mais ce dernier lien n'est attesté qu'à partir de 1302 : cette année-là, le seigneur de Malberg se place, ainsi que quatre autres seigneurs de l'Eifel et de l'Ardenne, sous la protection de la Maison de Luxembourg. De concessions en hypothèques, la situation juridique des deux châteaux était devenue inextricable, poussant les princes de Luxembourg et de Trèves à se partager à parts égales les droits en 1404, et à nommer les seigneurs de Reifferscheid burgraves héréditaires. L’Unterburg était déjà partiellement en ruines.

### Reconstruction
En 1588, Joachim de Manderscheid-Schleiden, héritier de la co-régence de Malberg, fit reconstruire entre 1591 et 1597 un manoir de style Renaissance à l'emplacement de l'Oberburg, dit Altbau. L'autre co-prince de Malberg était le fils de Katharina de Malberg et de François d’Ardres, Florimond d'Ardres, qui hypothéqua en 1615 ses possessions de Rhénanie à Cornelius von Veyder moyennant une avance de 3 583 thalers . Son fils Jean-Henri fut bailli de Malberg. On voit les deux châteaux à l'arrière-plan de son portrait exécuté en 1635 : l'Unterburg comporte une tour, un châtelet et deux corps de logis qui occupaient en gros l'emplacement de l'actuelle brasserie. L'Oberburg fut reconstruit à l'identique de l’Altbau et doté d'une grande porte, désignée comme Langer Turm dans un affranchissement de 1503. Au sud-est de l’Altbau se dressait en outre une imposante tour quadrangulaire ayant l'aspect d'un donjon gothique. Quelques corps de logis occupaient l'espace entre cette tour, l’Altbau et l'enceinte. Les fils de Johann Heinrich, Johann Christoph et Johann Werner, rachetèrent aux comtes d'Ardres et de Criechingen les droits sur la seigneurie de Malberg entre 1678 et 1681. Le château était toujours très délabré.

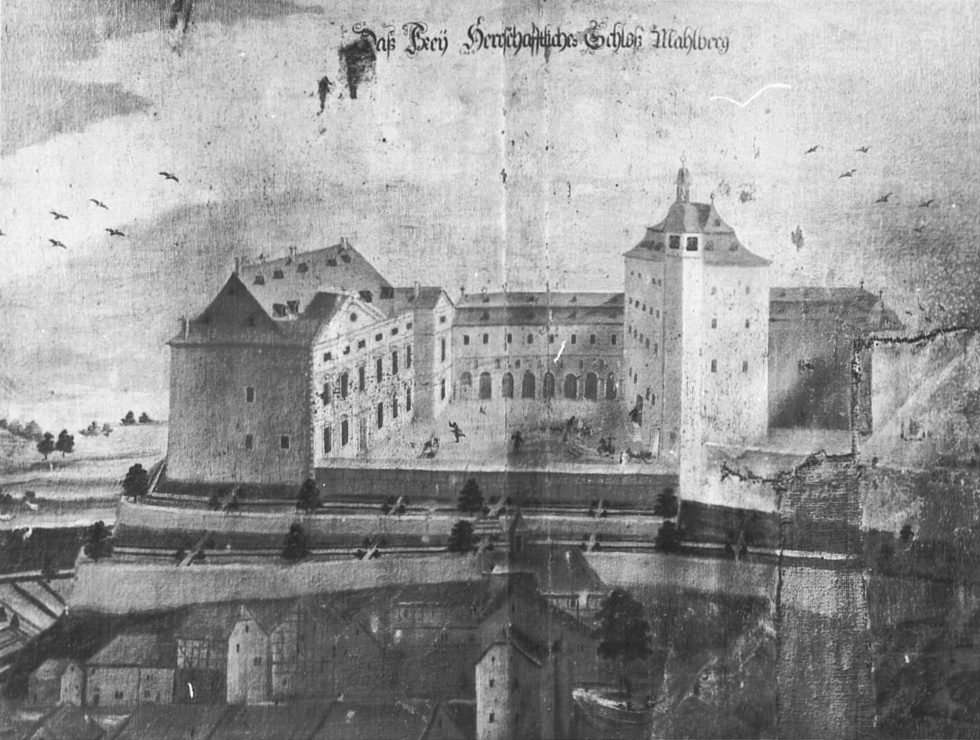
Le château après les travaux d'agrandissement, mais sans le Runder Garten.

Ce n'est qu'en 1707 que l'évêque de Cologne Johann Werner von Veyder entreprit d'importants travaux de transformation, reconstruisant le château dans le style baroque en lui donnant l'aspect d'une villa italienne Il confia le projet à l'architecte de la cour de Düsseldorf, Matteo Alberti de Venise, à qui l'on doit notamment le Neue Schloss de Bensberg, la chapelle du Corps du Christ des Ursulines de Cologne et la chapelle Saint-Joseph des Carmélites de Düsseldorf. Les travaux de ravalement commencèrent l'hiver 1707-08 et l’Altbau reconstruit fut inauguré en 1709. La construction de la chapelle s'étala jusqu'en 1714, et l'évêque fit ajouter une arcade reliant la Neue Haus à l’Altbau. Vers 1713, von Veyder aménagea des jardins, l’Eiserner Garten, à l’emplacement de l'Unterburg. Les piliers qui l'entourent ainsi que les grilles en fer datent de 1714. Les travaux s’achevèrent en 1715 avec l'aménagement des intérieurs du Neues Haus. Un neveu de Johann Werner, Franz Moritz von Veyder, élevé au rang de baron d'empire le 10 janvier 1792 par l'empereur Charles VII, paracheva l'aménagement du château en lui ajoutant vers 1730 le Runder Garten. Le projet a été confié à un architecte saxon, Christian Kretzschmar, qui travaillait depuis 1728 pour l'Abbaye de Mettlach et qui avait dessin la chapelle de l'Abbaye de Himmerod. Il n'y eut plus d'autres travaux avant la fin du XVIIIe siècle.

### Domaine public
Au moment de la Révolution française, le baron Peter-Ernst von Veyder prit la fuite avec sa famille devant l'arrivée des Républicains, qui occupaient déjà la rive gauche du Rhin. Seul son fils aîné était resté pour administrer le domaine, mais il s'endetta : ayant racheté à toutes fins utiles en 1803 le couvent Saint-Thomas sécularisé puis l'ayant cédé à une famille alliée, ses créanciers dirent mettre aux enchères les biens qu'il avait hypothéqués, et il ne resta plus aux barons von Veyder-Malberg que le château et quelques champs. En outre, l'introduction du Code civil avait fait perdre aux féodaux plusieurs de leurs droits fiscaux et donc de leurs rentes, si bien que Karl von Veyder-Malberg acheva sa vie dans la misère. En 1823, sa sœur Ernestine apporta le château en dot à un garde-forestier de Trèves, Franz Gerhard Schmitz. Cette mésalliance rétablit quelque peu les finances du domaine, et permit une remise en état partielle des bâtiments.
Au début du XIXe siècle, la chapelle de Malberg fut mise à disposition des fidèles comme église, et en 1826, elle fut allongée vers l'ouest et doublée d'une sacristie. La réparation de la Neue Haus au XIXe siècle permit de remettre les escaliers en état. Les toitures furent réparées après un incendie en 1865.
Jusqu'en 1989-90 le château demeura propriété de la famille Schmitz-Malberg et servit jusqu'en 1985 de Pension de famille. Mais l'engagement de nouvelles mesures de rénovation et de réhabilitation n'était plus financièrement supportable pour les propriétaires, qui cédèrent le château à la communauté de communes de Kyllburg, qui bénéficia d'aides fédérales et européennes à hauteur de 10 000 000 euros. Une fondation au capital de 1 200 000 euros a été créée en juillet 2014 pour assurer l'entretien du site.

### Destination actuelle
Depuis l'aménagement de trois salles dans le Neues Hauses à l'été 2008, l’édifice fait l'objet de visites guidées chaque samedi entre avril et octobre. Une pièce est réservée par l'administration de Kyllburg pour célébrer les mariages.
Un café a été aménagé dans l'ancienne chapelle : on peut y organiser des réceptions ou des concerts.

## Description
L'enceinte, d'environ 160 × 40 m2affecte l'allure d'un rectangle étiré du nord-ouest au sud-est. Le parc est aménagé en terrasses retenus par endroits de murs de revêtement. Les coteaux sud-ouest sont en pente abrupte vers la vallée de la Kyll.
Le visiteur pénètre dans l'enceinte par l'étroit portail au nord-ouest du site. La clef de voûte du portail porte une ornementation grotesque censée repousser les calamités. Le tympan de la voûte représente les armoiries de la famille von Veyder. Au portail succède, côté est, l'ancienne brasserie de 1714 , qui sert aujourd'hui de séjour.

### Le jardin grillagé
À l'opposé de l'ancienne brasserie s'étendent les jardins grillagés, dit Eiserne Garten. La grille en fer forgé d'origine a été remplacée au XIXe siècle par un mur de pierre, mais les piliers couronnés de vases de fleur et le portail baroque ont été conservés. Il date sans doute du début du XVIIIe siècle et donc est contemporain du jardin. Le portail et ses vasistas ont été réparés en 2003 et 2005. Le jardin, dont l'emprise originale a été préservée, est aménagé à la française mais sert aussi de potager. Au centre se trouve une fontaine en pierre de la seconde moitié du XVIIIe siècle, au bassin quadrifolié et une gargouille en forme de sirène.

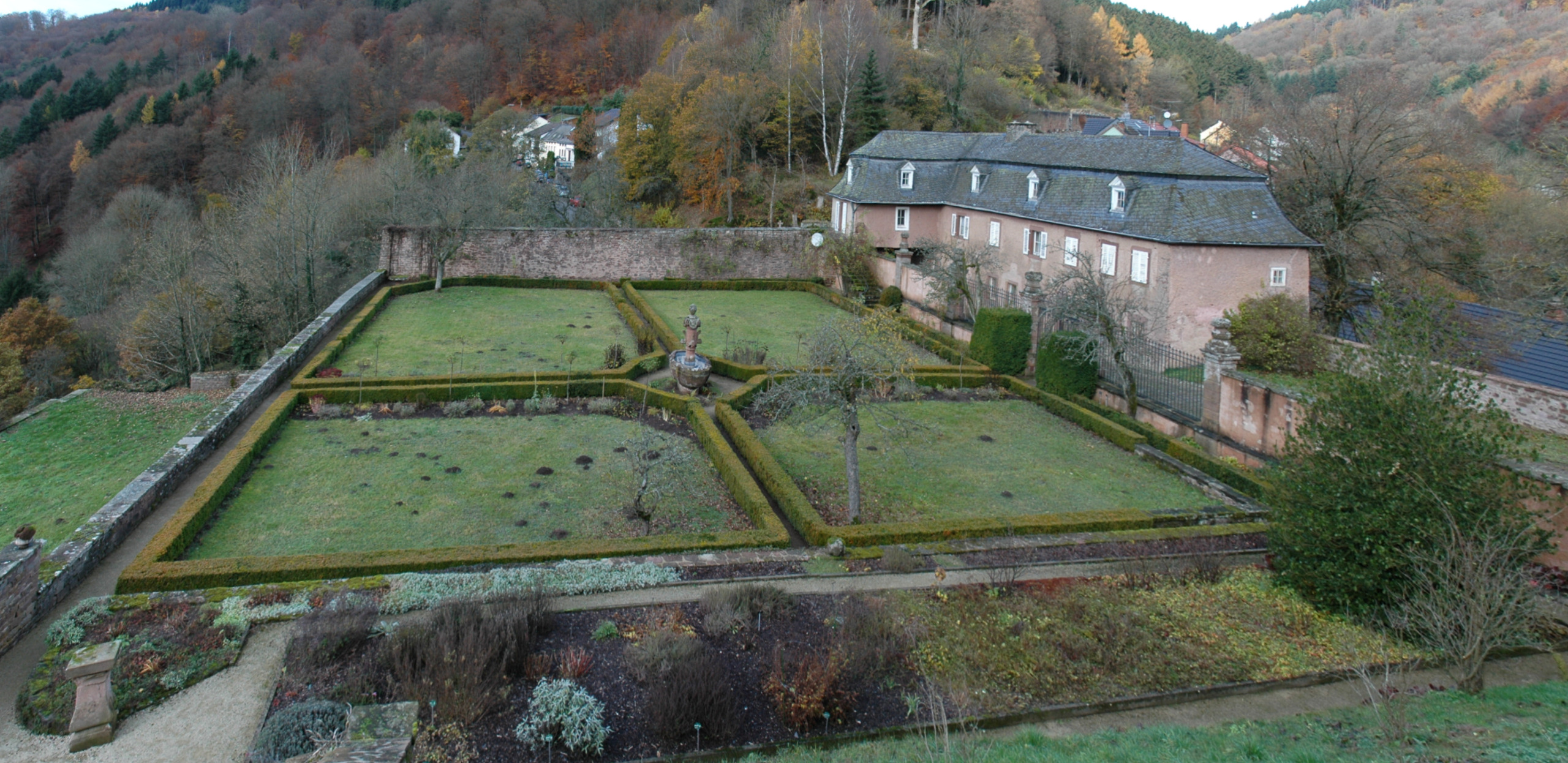
Panorama de l’Eiserne Garten avec, à droite, la brasserie.
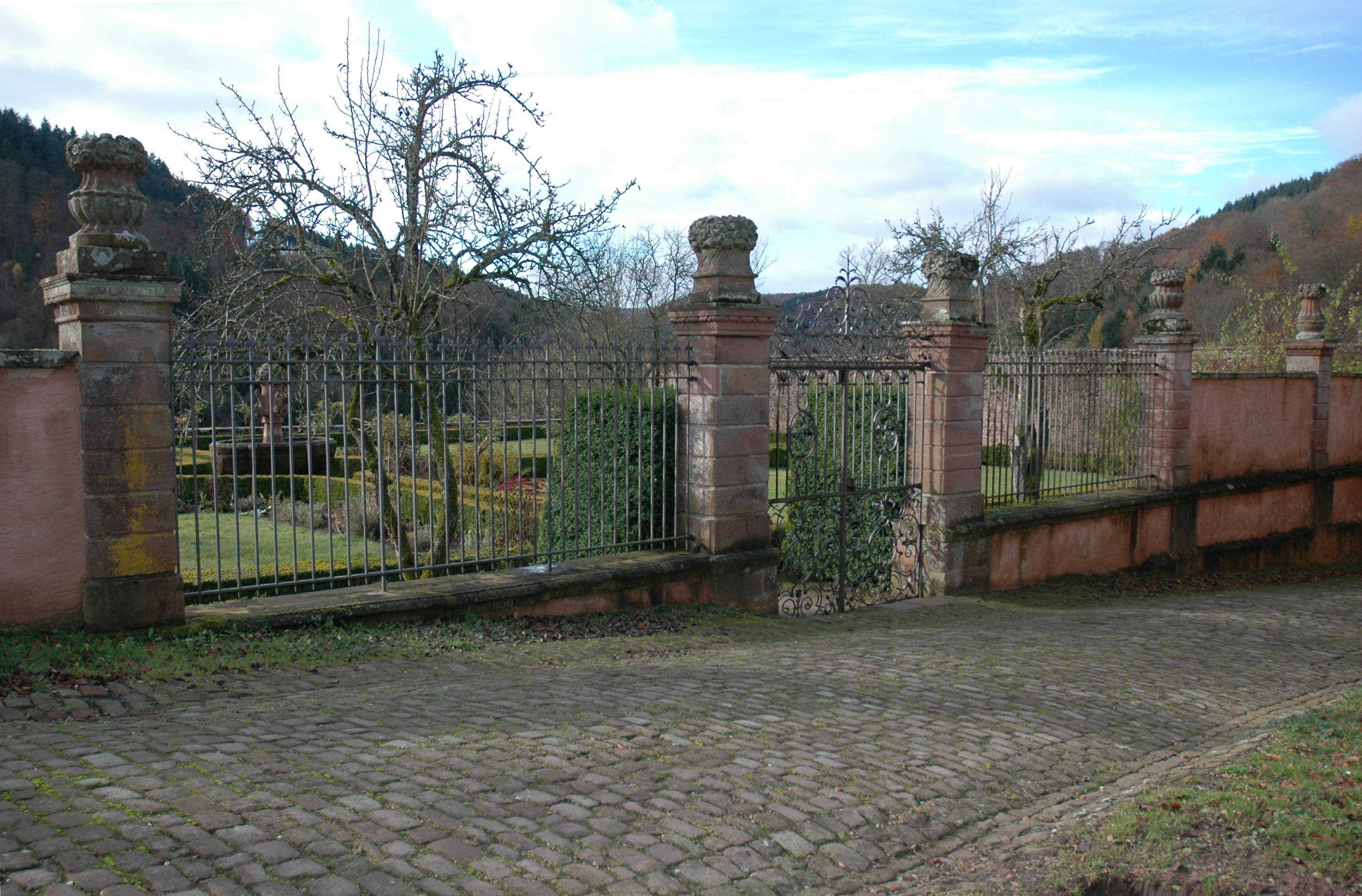
Les grilles en fer forgé
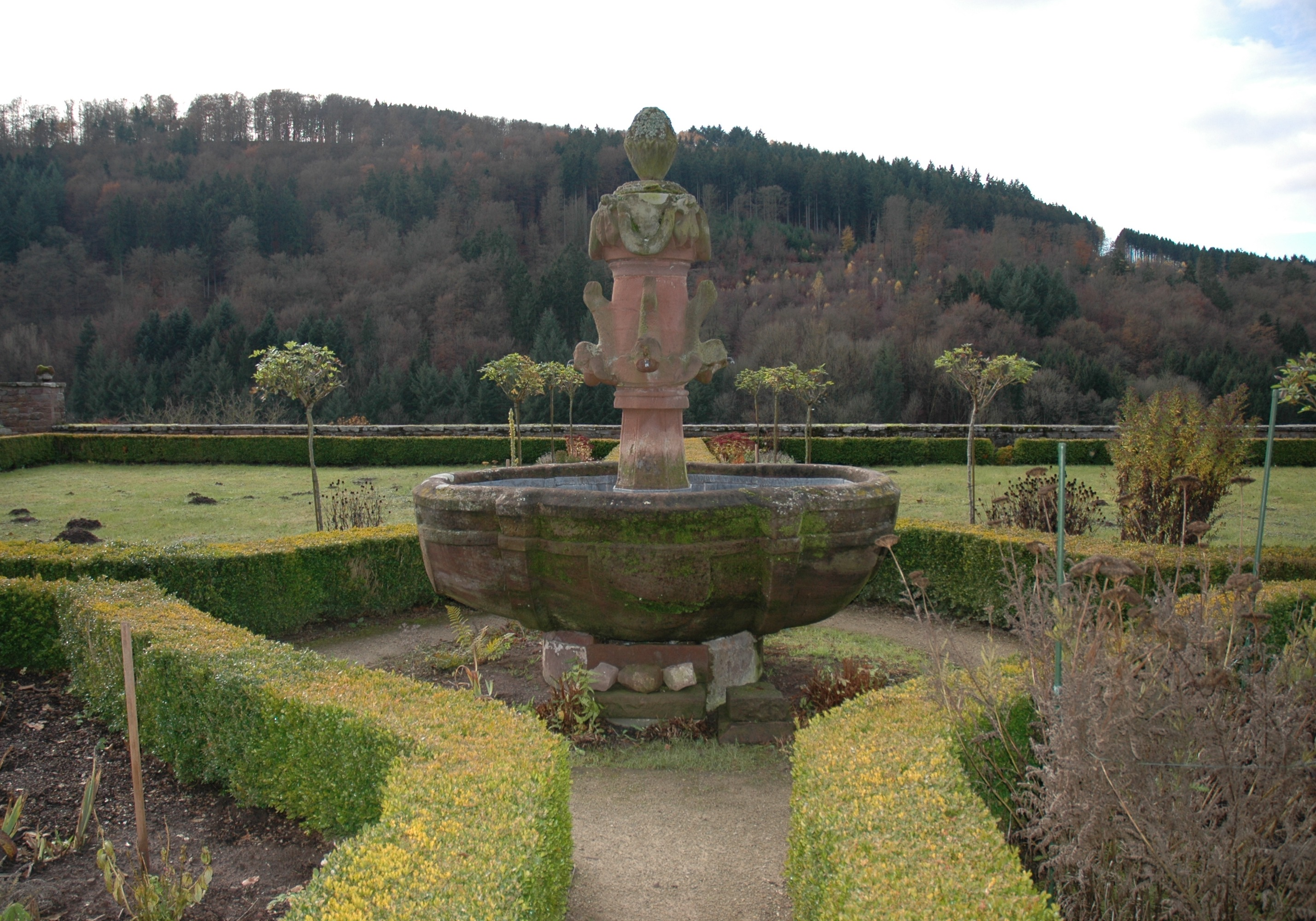
La fontaine du jardin

### L'Altbau et la tourelle-horloge
Un chemin en pente monte jusqu'à la porte centrale, qui a remplacé en 1714 l'ancienne porte fortifiée, et qui est flanquée au nord d'une tour d'horloge à six étages, et au sud de l’Altbau, qui date de la fin du XVIe siècle. Ces trois édifices constituent le côté nord d'un château à plan carré ouvert sur l'aile nord-est par une balustrade. L'entrée côté cour comporte en façade une niche abritant une statue en céruse de la Vierge Marie réalisée par l'atelier du sculpteur Johann Neudecker.
La tourelle à l'horloge est davantage un pilier qu'une tour : elle abrite le puits des contrepoids de l'horloge. Elle est reliée depuis le début du XVIIIe siècle à l'Altbau par un rempart. Le dernier niveau est coiffé par l'encorbellement de l'horloge, abrité par un clocher à bulbe ajouré d'une lanterne. Cette superstructure est fixée par une ancre de façade forgée en ferrure dessinant le nombre « 1709. »
L’Altbau se présente comme un bâtiment étroit de quatre étages typique de la Renaissance. Le rez-de-chaussée, plus haut sous plafond, reprend certainement la salle comtale de l'ancien Oberburg. Les plâtres couvrant les murs du troisième étage sont certainement tardifs, quoiqu'antérieurs à 1702. Les cinq grandes baies régulières donnant sur la cour, ainsi que la mansarde en ardoise remontent aux travaux réalisés entre 1707 et 1709. Le vasistas du portail voûté est rehaussée des armoiries des barons de Veyder-Malberg, qui ornaient autrefois les arcades. Les latrines, ou garde-robe sont percées au deuxième étage du mur extérieur nord-ouest de l'enceinte, épais de 2,20 m. Si l'aspect extérieur de ce bâtiment doit beaucoup aux travaux de restauration de 1998-99, les intérieurs avaient été réparés au lendemain de la Deuxième guerre mondiale. Du mobilier originel du XVIIIe siècle, seul un poêle habillant une cheminée a pu être conservé : il est cité dans l'inventaire des cuisines voûtés du rez-de-chaussée.

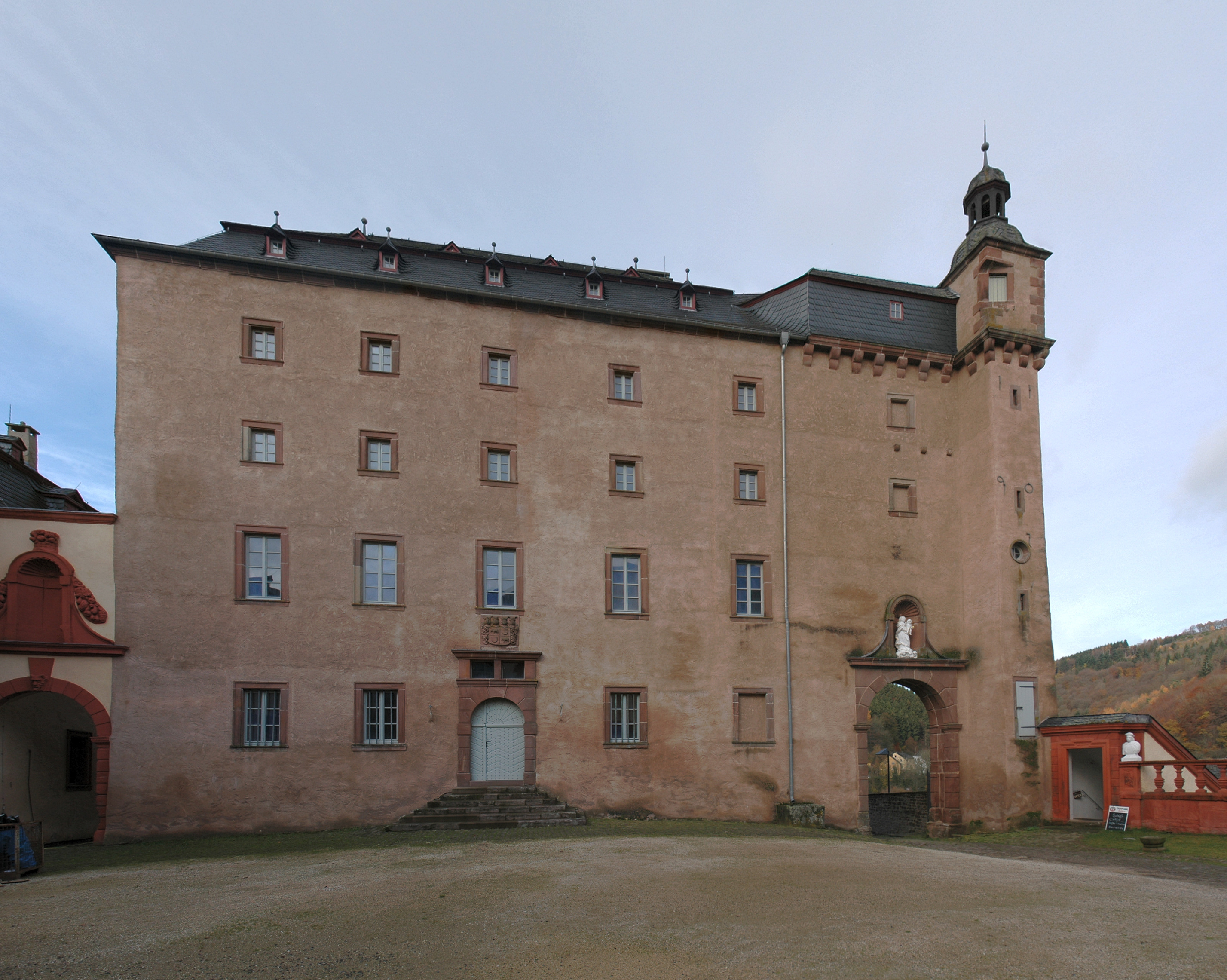
La cour de l’Altbau avec l'entrée côté cour et l'horloge.
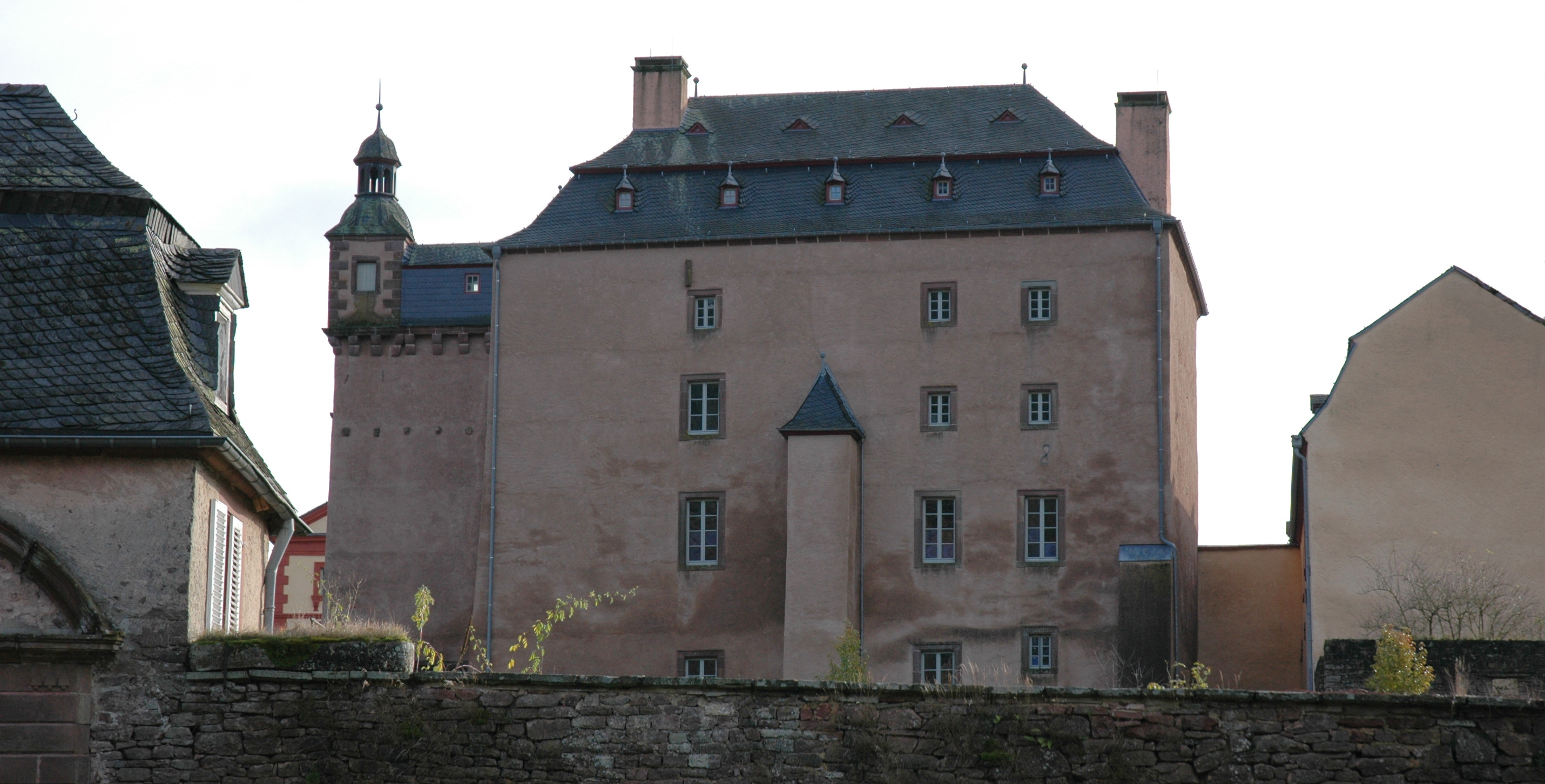
Façade nord de l’Altbau
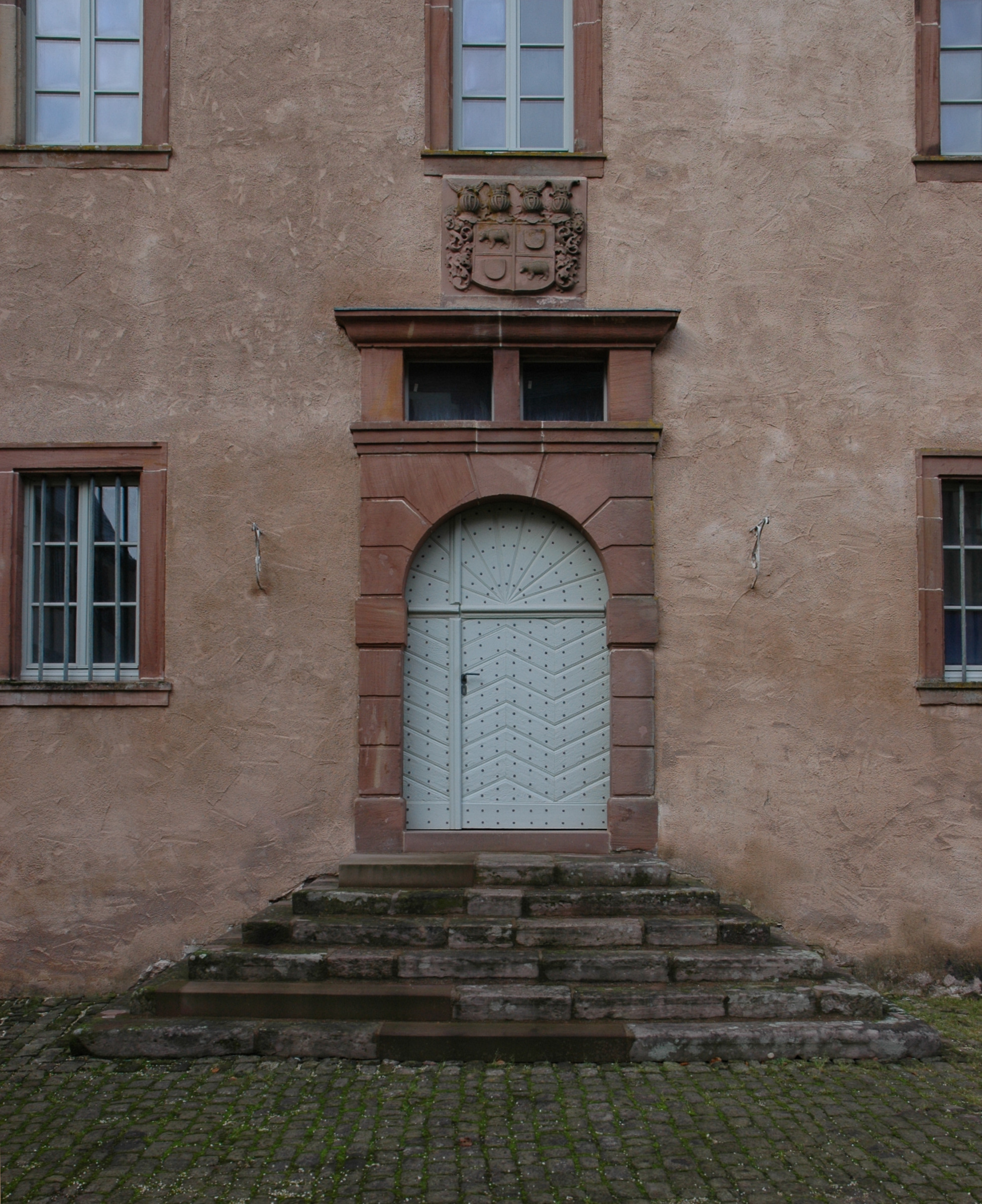
Portail d'entrée de l’Altbau avec les armoiries
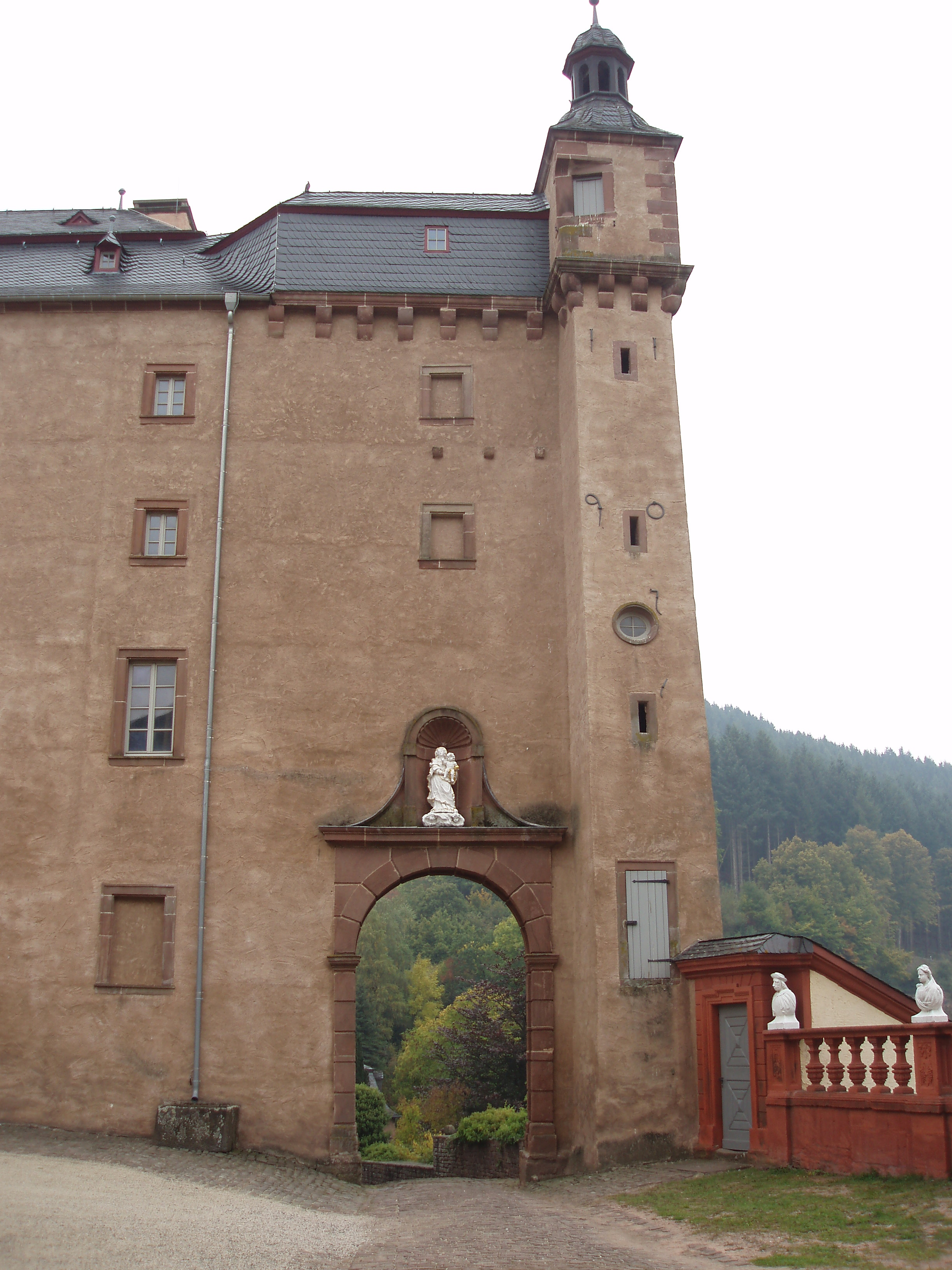
Le portail intérieur et la tourelle-horloge

### Les arcades

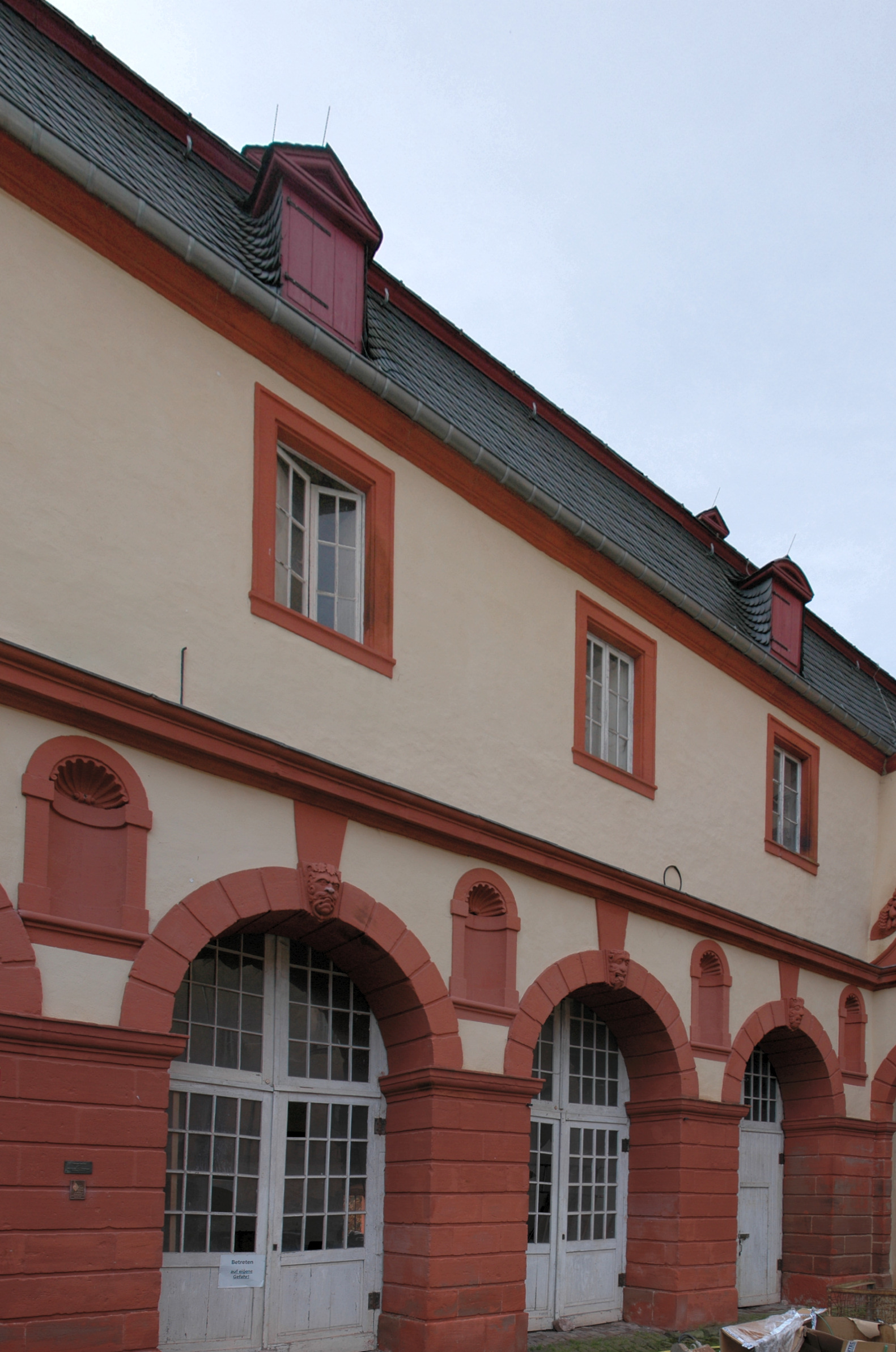
Les arcades

Les arcades relient le bâtiment dit Altbau à la Neues Haus. Leur ancre de tirant forgée en ferrure dessinant le nombre « 1710 » renseigne sur la date de construction, mais les intérieurs n'ont été achevés qu'en 1715. Au rez-de-chaussée, l'aile côté cour s'ouvre sur une galerie à voûte octopartite qui donne son nom à cet édifice. Autrefois ajourée (on l'utilisait à l'origine comme grenier à foin), elle possédait une remise attenante ; puis on y a logé les hôtes de la pension de famille. Les voussoirs de la voûte sont ornés de mascarons formant corniche. Les écoinçons surmontant les piliers sont des trompes en conque.

### La Neues Haus et les jardins
Au sud-est de la cour du château, la Neue Haus est un bâtiment baroque à bossages de deux étages inspiré de la villa Valmarana d'Andrea Palladio à Bolzano Vicentino. Le toit en croupe est en ardoise. Les façades sont rythmées de neuf baies couronnées de  pignons, avec un éclairement pris essentiellement sur la cour ; la façade côté jardin est plus dépouillée. Cöté cour, ce pavillon présente deux retours d'aile courts à toiture d'ardoise et chaînage d'angle. Des corniches rythment  horizontalement la façade côté cour, et les pilastres à chapiteaux ioniques dictent l'ordonnance verticale. Les trois baies centrales sont couronnés d'un tympan triangulaire. Au centre, le portail est couronné d'un fronton brisé, dont le tympan porte les armoiries du mécène Johann Werner von Veyder. Le linteau et les pilastres encadrant le portail sont couverts de bas-reliefs à rinceaux.
À l’intérieur, les décors muraux du premier XVIIIe siècle : portes, cheminées et dessus-de-porte sont parfaitement conservés. Les lambris d'intarsia du salon de jardin sont découpés dans des bois précieux. Les ailes côté jardin sont décorés sur les deux premiers étages de feuilles d'acanthe, de festons et de figurines. L'appartement dit de l'empereur possède une iconographie particulièrement riche : les plafonds de cette chambre à coucher sont peints de l'aigle bicéphale des Habsbourg et la pièce possède une cheminée représentant Hercule étouffant les serpents ; divers meubles du XVIe au XIXe siècle, attestant de la  fidélité de Jean-Werner von Veyder envers l'empereur Charles VI ont disparu dans les héritages, les pillages de guerre et un vol commis en 1995 : par exemple une armoire de Cologne datant des environs de 1550 ornée de bas-reliefs de l'Adoration des mages ; mais une partie de la collection de plus de 80 tableaux du milieu du XVIIIe siècle est encore là. De même, huit panneaux de bois peint de la seconde moitié du XVIIIe siècle avec scènes de chasse et scènes de genre, dont l'exécution a été confiée vers 1760 par Franz Moritz von Veyder à la célèbre manufacture de Nothnagel à Francfort. L'ensemble est probablement complet : ses scènes de cour étaient très prisées au XVIIIe siècle. La Fondation de Rhénanie-Palatinat pour la Culture a financé leur remise en place dans le grand salon du premier étage.
Côté jardin, la Neues Haus s'ouvre sur une terrasse dont les extrémités se terminent par des pavillons carrés à mansarde. La balustrade est décorée de copies en céruse de statues dont les originaux se trouvent dans la chapelle. Des escaliers monumentaux mènent de la terrasse aux jardins entourés d'un muret en arc à la pointe sud-est du site. Au centre du jardin se trouve une fontaine, dont le bassin se trouvait initialement dans la salle à manger, et qui a été placé en 1777 à l'extérieur, comme l'indique une inscription sur le monument.

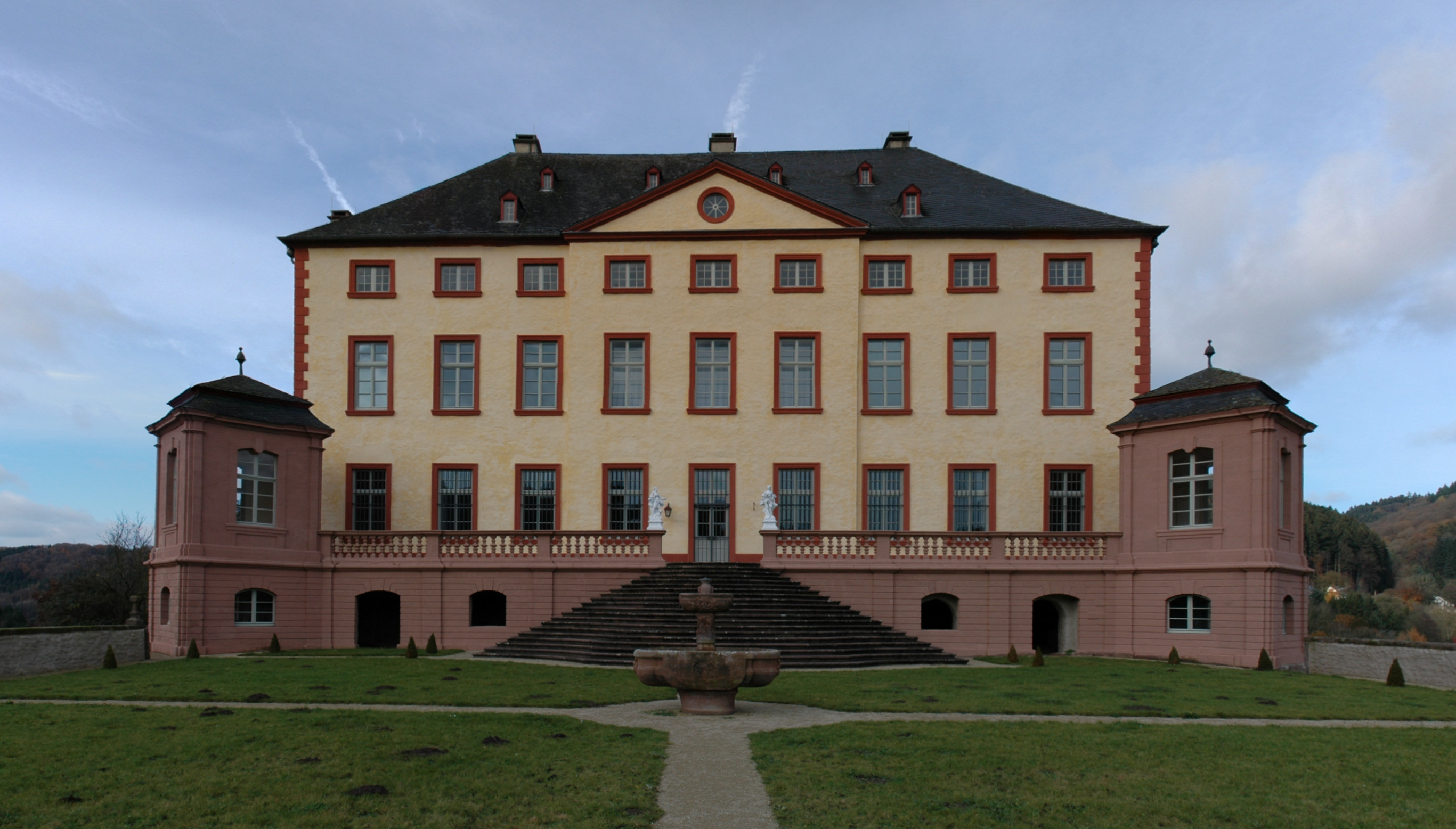
La façade côté jardin
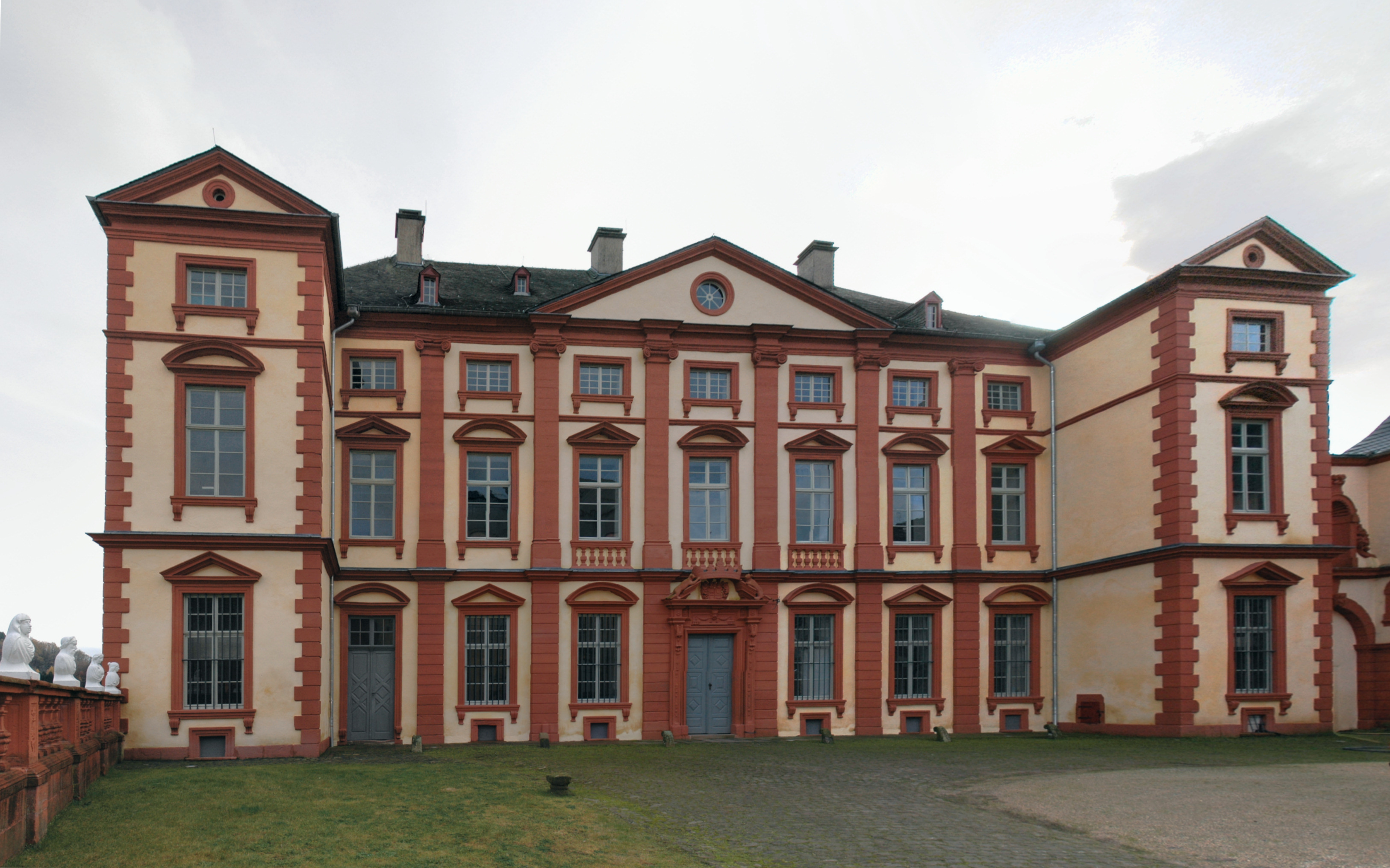
La façade côté cour
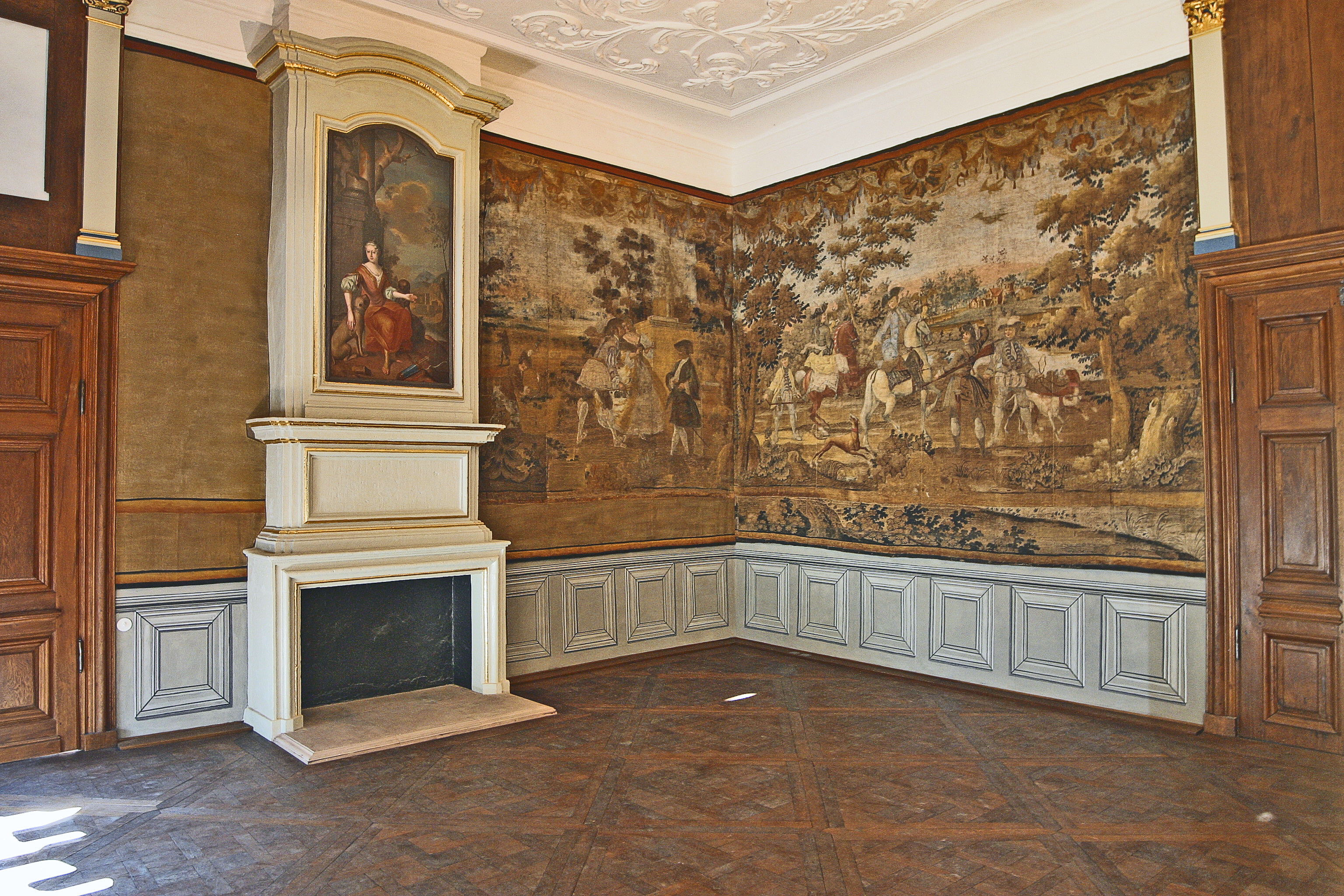
Chasse au faucon sur les murs
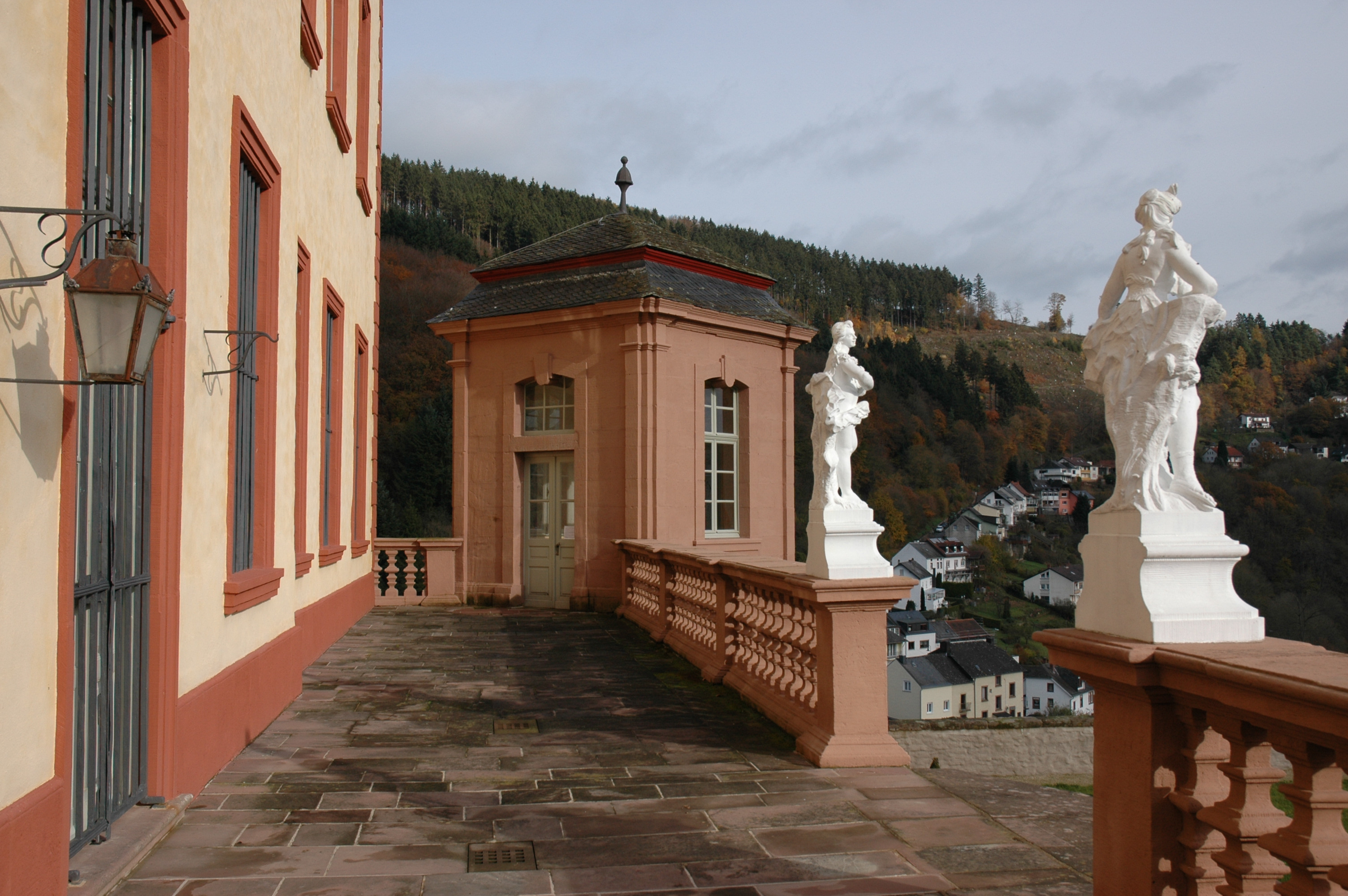
La terrasse, sa balustrade et le pavillon nord-est
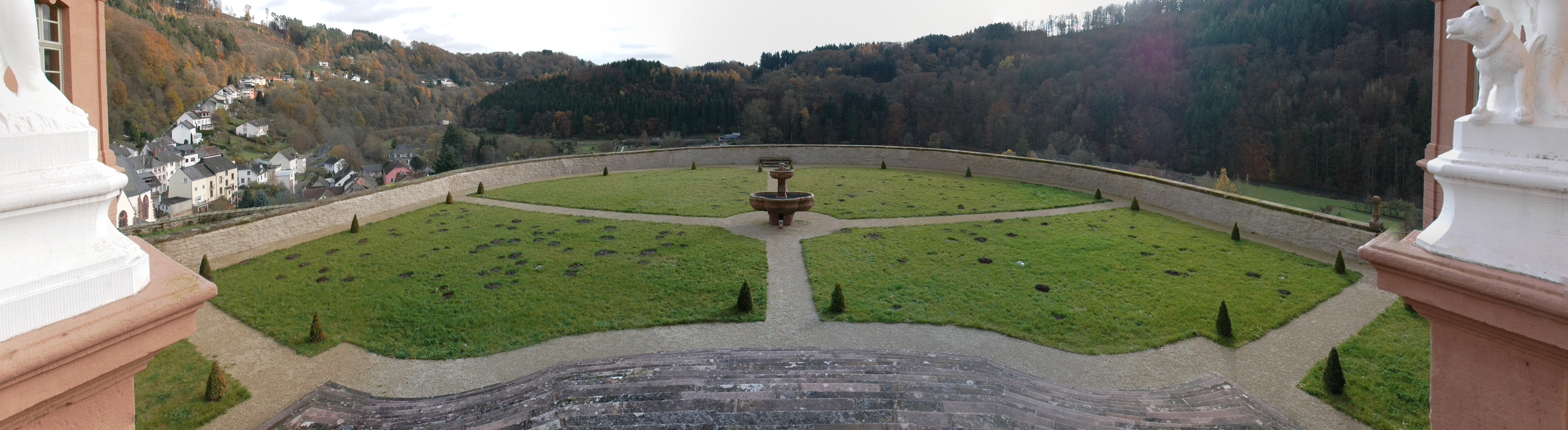
Panorama sur le « jardin en rond »

### La chapelle
La chapelle achevée en 1714 se dresse sur une terrasse au nord du site, en contrebas de l' Altbau et du Neues Haus. Cette modeste église en pierres (28 mx7,75 m) est dédiée à la Sainte-Trinité et à la Vierge Marie. Elle servait jusqu'en 1904-05 d'église paroissiale. Son autel, son confessionnal et le tronc d'église ont été transférés en 1949 à la basilique du Saint-Sauveur de Prüm. La chapelle possède un toit mansardé à six pans. Sa façade est rythmée de pilastres. Le pignon est orné de deux volutes typiques de la Contre-Réforme. L'arc de triomphe du chœur date de 1912.
Les intérieurs de la chapelle renferment les plus belles œuvres d'art du château : dix grotesques de jardin de l'atelier du sculpteur rococo Ferdinand Tietz (entre 1758 et 1760). Tietz fut en son temps l'un des plus éminents sculpteurs de Souabe et a réalisé plusieurs complexes monumentaux du Palais du Prince-électeur, de la Nouvelle résidence de Bamberg et les bas-reliefs de la Résidence de Würzburg. Ses statues de Malberg sont tantôt des allégories des quatre saisons, tantôt représentent des héros et des demi-dieux.

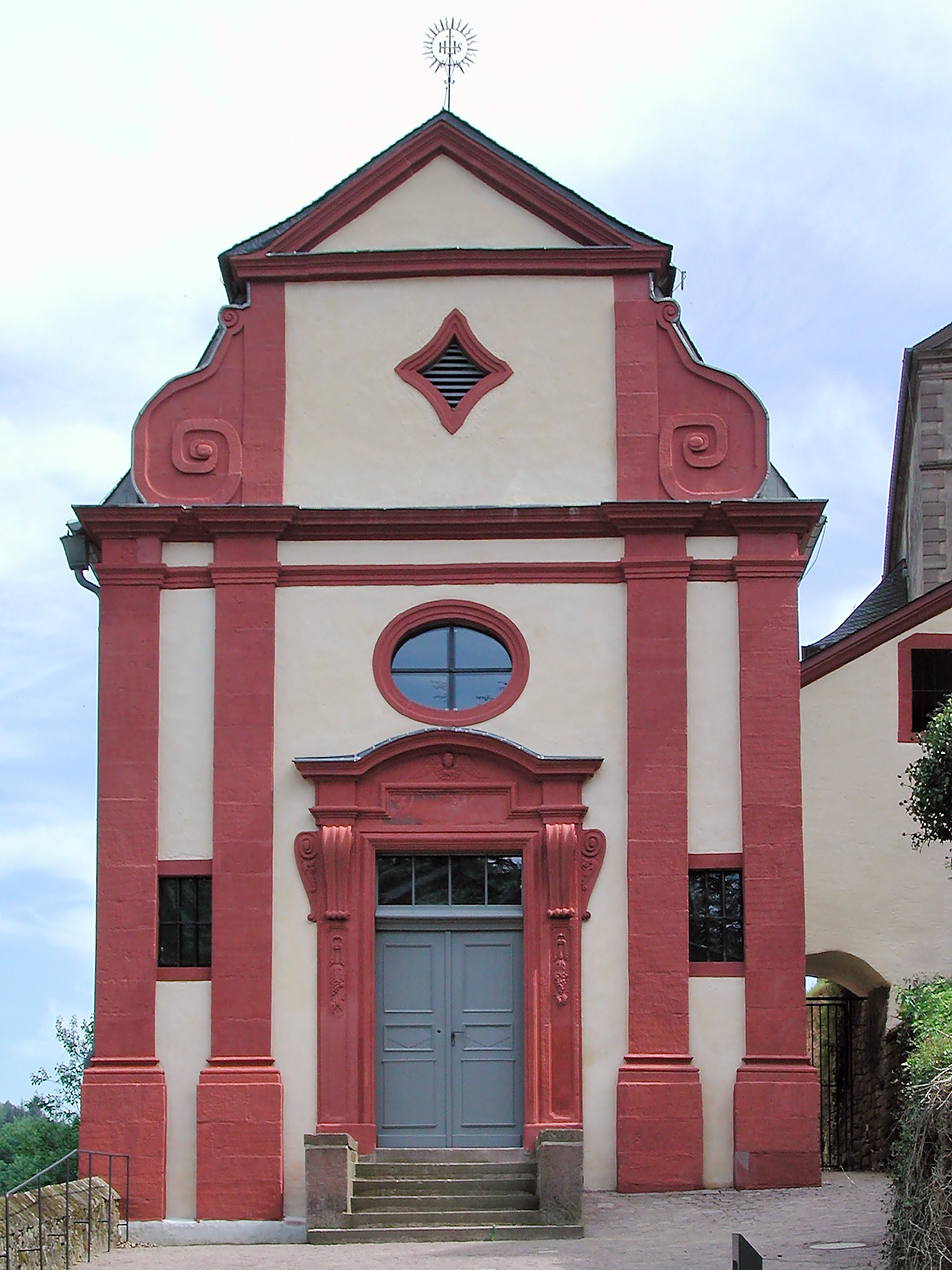
Façade de la chapelle
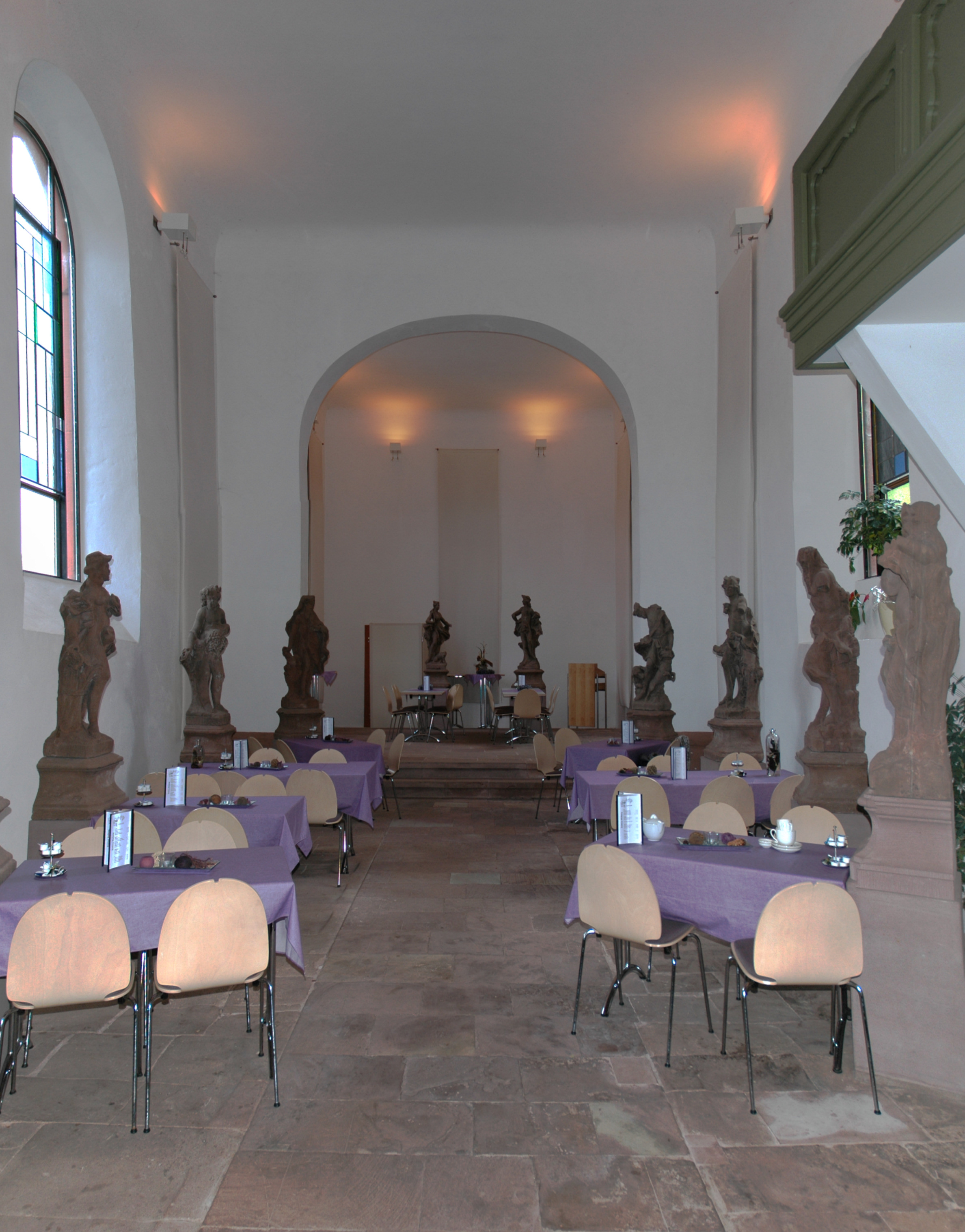
Intérieurs avec les statues de Tietz
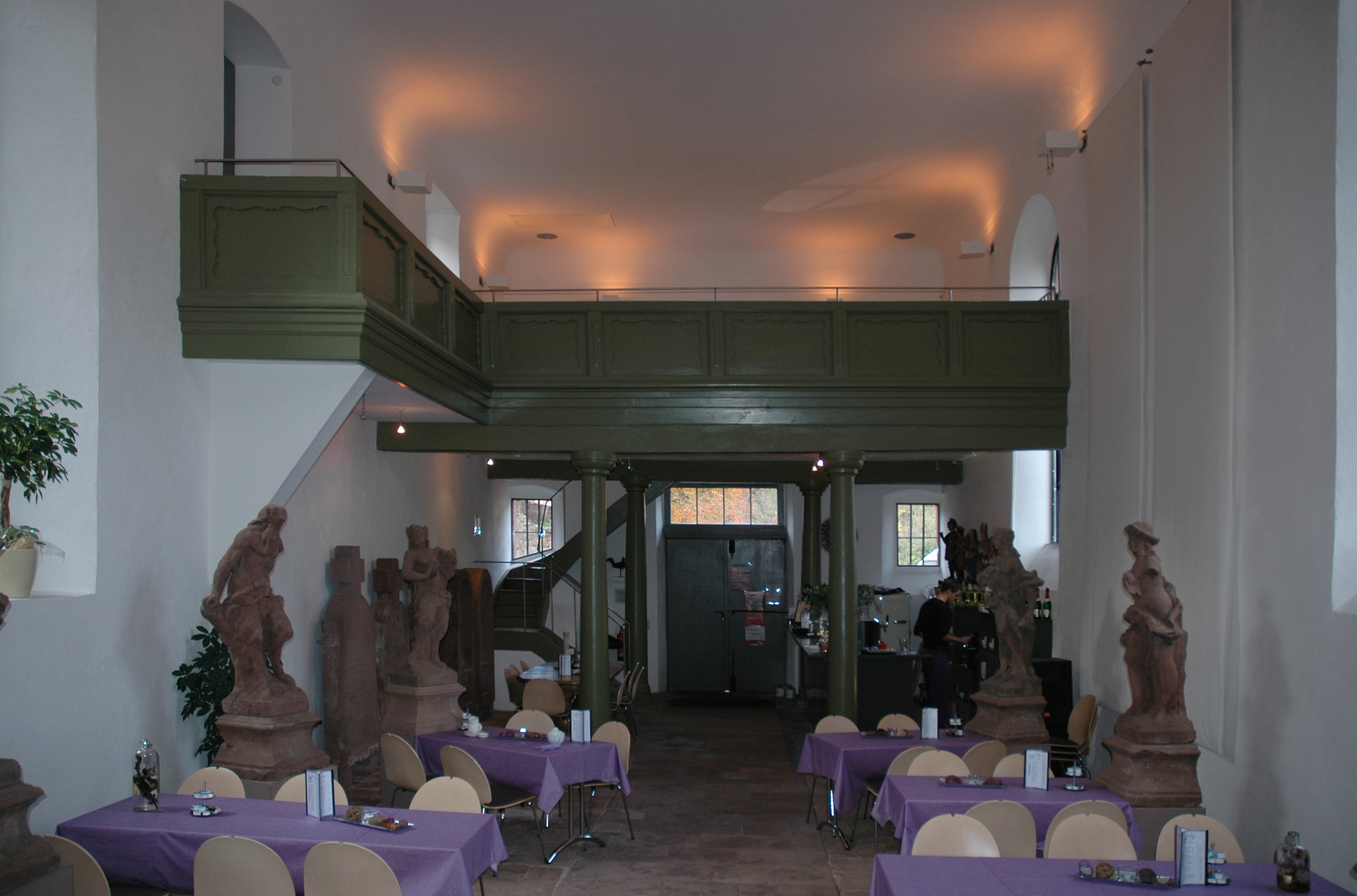
Ancienne galerie princière

## Voir également
- (de) Cet article est partiellement ou en totalité issu de l’article de Wikipédia en allemand intitulé « Schloss Malberg » (voir la liste des auteurs).
- (de) Page web du château
- (de) château de Malberg sur le site de l'a Fondation allemande de protection du patrimoine
- (de) château de Malberg sur le site de Bernhard Peter consacré à l'héraldique